# Reiner Liese
Reiner Liese (* 2. November 1943 in Walburg) ist ein ehemaliger deutscher Stabhochspringer.

## Karriere
Liese gewann in den Jahren 1966 und 1967 jeweils die deutsche Hallenmeisterschaft mit einer übersprungenen Höhe von 4,80 m und 4,90 m. 1965 und 1967 erreichte er jeweils mit dem vierten Rang seine beste Platzierung bei den deutschen Freiluftmeisterschaften.
Darüber hinaus nahm er an den Europäischen Hallenspielen 1966 in Dortmund und 1967 in Prag teil. In Dortmund gewann er mit 4,70 m die Bronzemedaille hinter dem für die Sowjetunion startenden Hennadij Blesnizow (Gold mit 4,90 m) und dem Tschechoslowaken Rudolf Tomášek (Silber mit 4,80 m). Im darauffolgenden Jahr in Prag konnte er zwar 10 cm zulegen, jedoch sprangen Gennadi Blisnezow und Wolfgang Nordwig (DDR) jeweils 4,90 m und der siegreiche Igor Feld aus der Sowjetunion sogar 5,00 m, so dass Liese am Ende nur auf Platz sechs kam. 
Seine persönliche Bestleistung von 5,10 m stellte er am 25. Juni 1972 in Brüssel auf.
Liese startete bis 1966 für den KSV Hessen Kassel und ab 1967 für den ASC Darmstadt, für den er auch als Trainer arbeitete. In späteren Jahren trat er als Seniorensportler in Erscheinung. Am 7. Juni 1978 in Darmstadt gelang ihm im Alter von 34 Jahren ein Sprung über 4,62 m.
Im Jahr 2011 hatte Liese bei der ebenfalls in Darmstadt ausgetragenen Deutschen Hochschulmeisterschaft Leichtathletik die Wettkampfleitung inne.